# Catecismo Mayor de Lutero
El Catecismo Mayor de Lutero (en alemán: Der Große Katechismus) es un catecismo escrito por Martín Lutero y publicado en 1529. Consiste en trabajos escritos y compilados por Lutero sobre los textos canónicos de la Biblia. El libro fue escrito principalmente para clérigos y ayudarles a predicar a sus congregaciones. El Catecismo Mayor está dividido en cinco partes: los Diez Mandamientos, el Credo de los Apóstoles, el Padre nuestro, el bautismo y la comunión. El catecismo, junto con otros documentos relacionados, fue publicado en el Libro de la Concordia en 1580.
El Catecismo Mayor tipifica el énfasis que las iglesias de la Confesión de Augsburgo le dan al conocimiento y comprensión de los artículos de la fe cristiana. Principalmente para instruir a los maestros, especialmente para padres de familia, el catecismo consiste de una serie de exhortaciones sobre la importancia de cada tópico del catecismo. El autor estipula en el prefacio:
Por lo tanto es el deber de cada padre preguntarle y examinar a sus hijos y sirvientes por lo menos una vez a la semana y averiguar que saben o conocen y que no conocen para que lo aprendan fielmente. El catecismo, escrito por Lutero, consiste en instruir en la regla de conducta que siempre nos acusa cuando fallamos (los Diez Mandamientos), la regla de fe (el Credo de los Apóstoles), la regla de oración (el Padre nuestro) y los sacramentos (bautismo, confesión y comunión)

Lutero añade:
Aunque no es suficiente para comprender y recitar esas partes según las palabras, pero también la gente joven debería asistir a la predicación especialmente al momento en que se enseña el catecismo para que puedan leerlo y enseñarlo, para que aprendan cada parte y que cuando les pregunten den una respuesta correcta.